# Ambrault
Ambrault is een gemeente in het Franse departement Indre (regio Centre-Val de Loire). De plaats maakt deel uit van het arrondissement Issoudun. Ambrault telde op 1 januari 2022 887 inwoners.

## Geografie
De oppervlakte van Ambrault bedroeg op 1 januari 2022 25,59 vierkante kilometer; de bevolkingsdichtheid was toen 34,7 inwoners per km².

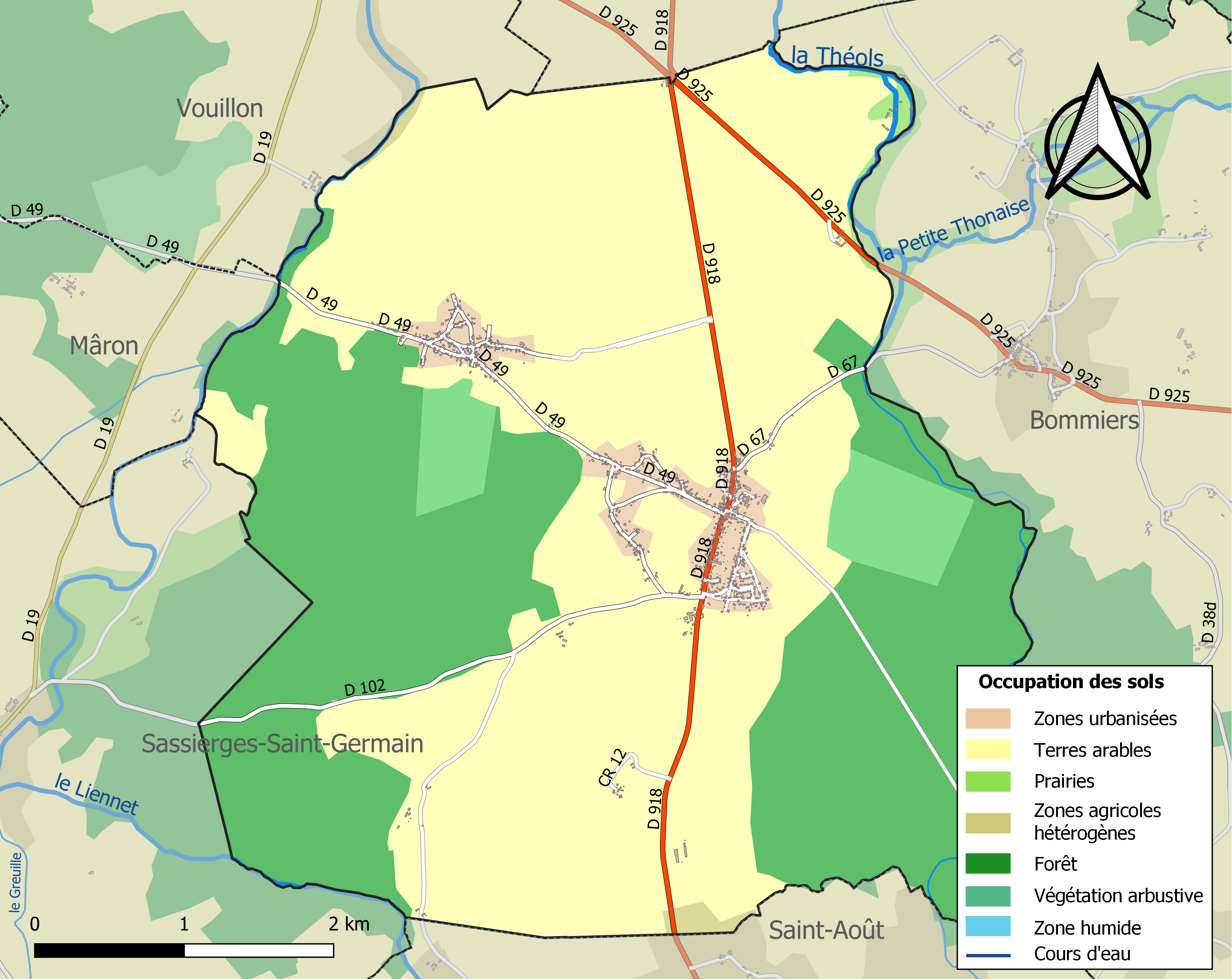
Kaart van de gemeente met belangrijkste infrastructuur, bodemgebruik en omliggende gemeenten

## Demografie
Onderstaande figuur toont het verloop van het inwonertal (bron: INSEE-tellingen).